# Przyrowie
Przyrowie (kaszub. Przërowié) – wieś w Polsce położona w województwie pomorskim, w powiecie kartuskim, w gminie Stężyca. Położona na Kaszubach, na Pojezierzu Kaszubskim. Wieś jest częścią składową sołectwa Kamienica Szlachecka.
Przyrowie 31 grudnia 2011 r. miało 124 stałych mieszkańców.
W latach 1975–1998 miejscowość administracyjnie należała do województwa gdańskiego.

## Historia
Do 1876 roku obowiązującą nazwą pruskiej administracji dla Przyrowia była Przerowe. W 1877 roku Przerowe zostały przez propagandystów pruskich (w ramach szerokiej akcji odkaszubiania i  odpolszczania nazw niemieckiego lebensraumu) zweryfikowane jako zbyt kaszubskie i przemianowane na nowo wymyśloną i bardziej niemiecką - nazwę Thalheim.
Od końca I wojny światowej wieś znajdowała się ponownie w granicach Polski (powiat kartuski).
Podczas II wojny światowej Przyrowie było siedzibą dowództwa Gryfa Pomorskiego. Znajduje się tu izba pamięci poświęcona por. Józefowi Dambkowi i pomnik żołnierzy ruchu oporu.